# Liga Oro de hockey línea 2022-23
La temporada 2022-23 de la Liga Oro de hockey línea la disputan diez equipos de hockey sobre patines en línea de España. El torneo lo organiza la Real Federación Española de Patinaje (RFEP).

## Clasificación
|                                                                   | Equipo                | Puntos | Bonus | J  | G  | E | P  | GF | GC  | DG  | PEN |
| ----------------------------------------------------------------- | --------------------- | ------ | ----- | -- | -- | - | -- | -- | --- | --- | --- |
| 1                                                                 | CB Tsunamis           | 41     | 3     | 18 | 11 | 5 | 2  | 94 | 61  | 33  |     |
| 2                                                                 | Metropolitano HC      | 38     | 2     | 18 | 11 | 3 | 4  | 76 | 52  | 24  |     |
| 3                                                                 | CHLAD Erizos Rudos    | 34     | 0     | 18 | 11 | 1 | 6  | 95 | 73  | 22  |     |
| 4                                                                 | HC Castellón          | 33     | 1     | 18 | 10 | 3 | 5  | 74 | 58  | 16  | -1  |
| 5                                                                 | CHL Jujol Jokers      | 31     | 0     | 18 | 10 | 1 | 7  | 92 | 80  | 12  |     |
| 6                                                                 | CPL Valladolid        | 29     | 3     | 18 | 7  | 5 | 6  | 58 | 59  | -1  |     |
| 7                                                                 | Tres Cantos PC        | 25     | 2     | 18 | 7  | 2 | 9  | 68 | 79  | -11 |     |
| 8                                                                 | ASME Tucans           | 20     | 1     | 18 | 6  | 1 | 11 | 74 | 78  | -4  |     |
| 9                                                                 | CPL Madrid Fénix      | 12     | 1     | 18 | 2  | 5 | 11 | 54 | 86  | -32 |     |
| 10                                                                | Hockey Línea Igualada | 6      | 1     | 18 | 1  | 2 | 15 | 50 | 109 | -59 |     |
| Fuente: Federación Española de Patinaje; actualización automática |                       |        |       |    |    |   |    |    |     |     |     |